# Парке Луис Мендес Пиана
„Парке Луис Мендес Пиана“ (на испански: Parque Luis Méndez Piana) е многофункционален стадион в столицата на Уругвай гр. Монтевидео, намиращ се в непосредствена близост до националния стадион Естадио Сентенарио.
На него играе домакинските си мачове футболният отбор „Мирамар Мисионес“. Капацитетът му е 6000 места.